# Чёрный Верх (обсерватория)
Обсерватория Чёрный Верх (словен. Črni Vrh) — астрономическая обсерватория, основанная в 1975 году в посёлке Чёрный Верх, около Идрии, Словения.

## История обсерватории
Обсерватория была основана в 1975 году. Основная часть строительных работ была сделана добровольцами и обсерватория была оборудована самодельными инструментами. Современные здания обсерватории были построены в 1985 году.

## Инструменты обсерватории
- 60-см телескоп f/3,3 (проект PIKA) Deltagraph (F = 1989 мм) — с марта 2003 года
- 36-см (f/11) Шмидт-Кассегрен «AIT Imaging System»
- 19-см Автоматический Телескоп для съемки комет (f/4)
- All-Sky камера

## Направления исследований
- Поиск комет и астероидов
- Оптические послесвечения гамма-всплесков
- Поиск сверхновых, переменных звезд

## Основные достижения
В ходе реализации программы PIKA:
- Открытие двух комет: C/2008 Q1 (Maticic) — первооткрыватель любитель астрономии; и P/2010 H2 (Vales) — первооткрыватель студент
- Открытие 578 астероидов
- Открытие 15 околоземных астероидов
- Открытие 10 сверхновых
- Фиксация пяти послесвечений гамма-всплесков в оптике

## Известные сотрудники
- Stanislav Matičič
- Jan Vales

## Адрес обсерватории
- Astronomski observatorij Črni Vrh, Predgriže 29a, 5274 Črni Vrh nad Idrijo, SLOVENIJA